# Vivacom
Vivacom – bułgarski dostawca usług telekomunikacyjnych z siedzibą w Sofii. Marka należy do przedsiębiorstwa „Byłgarska telekomunikacionna kompanija” EAD, największej firmy telekomunikacyjnej na rynku bułgarskim.
Przedsiębiorstwo zostało założone w 1992 roku. Z usług Vivacom korzysta ponad 4 mln klientów.